# Сазонов, Василий Ильич
Василий Ильич Сазонов (29.05.1912 — 10.09.1977 гг.) — комсомольский и партийный работник, депутат Верховного Совета РСФСР V-го созыва (1959—1963). Награждён звездой Героя Социалистического Труда, двумя орденами Ленина, орденом «Знак Почета» и различными медалями.

## Биография
Василий Ильич Сазонов родился 29 мая 1912 года на разъезде Уда-2 Нижнеудинского уезда Иркутской губернии в семье железнодорожника. Трудовую деятельность начал в 1931 году после окончания Нижнеудинской школы ФЗУ ремонтным рабочим 4-й дистанции пути Восточно-Сибирской железной дороги. С 1934 по 1936 гг. служил в Красной Армии.

### На комсомольской и партийной работе
В апреле 1937 года В. И. Сазонов избирается секретарем Зиминского узлового комитета комсомола и с этого времени постоянно находится на руководящей комсомольской и партийной работе. Вступил в ВКП(б) в 1939 году.
В трудные для страны 1942—1943 годы он работал начальником политотдела Старозиминской МТС, затем избирался первым секретарем Балаганского, Харикского и Тулунского райкомов партии. В 1959 году избран депутатом Верховного Совета РСФСР, неоднократно избирался членом Иркутского обкома КПСС и депутатом областного Совета депутатов трудящихся.
С 1963 по 1975 гг. В. И. Сазонов возглавлял Братскую районную партийную организацию КПСС, на своем посту он много сил и времени отдал подъёму сельского хозяйства, развитию промышленности и транспорта и пользовался заслуженным авторитетом у людей.
Василий Ильич Сазонов скончался на 66-м году жизни 10 сентября 1977 года.
В 1987 году на его могиле на Старом кладбище г. Братска был установлен обелиск.